# Brod (Krasnoiarsk)
|  | Per a altres significats, vegeu «Brod». |

Brod (en rus: Брод) és un poble (un possiólok) del krai de Krasnoiarsk, a Rússia, que en el cens del 2010 tenia 47 habitants. Pertany al districte de Beriózovka.